# Henrik Møller
Henrik Møller, né le 16 novembre 1965 à Elseneur (Danemark), est un homme politique danois, membre de la Social-démocratie.

## Biographie
Henrik Møller devient enseignant dans les années 1990. Engagé au sein de la Social-démocratie, il est employé comme consultant pour le parti de 1999 à 2004. Il est également élu au conseil municipal d'Elseneur de 1986 à 1993, puis de 1998 à 2019. Il y est maire-adjoint à partir de 2006.
Il est élu député au Folketing lors des élections législatives de juin 2019. Il quitte alors son mandat de conseiller municipal.
Il est réélu pour un second mandat lors des élections législatives anticipées de novembre 2022. Après le scrutin, il devient le porte-parole du groupe parlementaire social-démocrate pour les affaires européennes, et prend la présidence de la commission parlementaire sur le logement,.